# Nuoto ai XIX Giochi panamericani
Il nuoto ai XIX Giochi panamericani si è svolto nel complesso sportivo del Centro Acuático Panamericano, a Santiago del Cile, in Cile, dal 21 al 25 ottobre 2023. Le uniche gare in acque libere, le 10 km maschile e femminile, hanno avuto luogo il 29 ottobre nella Laguna Los Morros, nel comune di San Bernardo. Alle competizioni in piscina hanno preso parte 374 nuotatori, mentre altri 40, divisi equamente tra uomini e donne, hanno partecipato alle gare di fondo.

## Medagliere
| Posiz. | Nazione     | Oro | Argento | Bronzo | Totale |
| ------ | ----------- | --- | ------- | ------ | ------ |
| 1      | Stati Uniti | 21  | 17      | 10     | 48     |
| 2      | Canada      | 11  | 6       | 8      | 25     |
| 3      | Brasile     | 7   | 8       | 12     | 27     |
| 4      | Messico     | -   | 2       | 4      | 6      |
| 5      | Argentina   | -   | 2       | 1      | 3      |
| 5      | Venezuela   | -   | 2       | 1      | 3      |
| 7      | Cile        | -   | 1       | -      | 1      |
| 7      | Bahamas     | -   | -       | 1      | 1      |
| TOTALE | TOTALE      | 39  | 38      | 37     | 114    |

## Risultati

### Uomini
| Evento               | Oro | Tempo     | Argento | Tempo     | Bronzo | Tempo         |
| Stile libero         | |           | |           | |               |
| 50 m                 | David Curtiss | 21"85     | Jonathan Kulow | 21"90     | Lamar Taylor | 22"13         |
| 100 m                | Guilherme Santos | 48"06     | Brooks Curry | 48"38     | Non assegnata | Non assegnata |
| 100 m                | Guilherme Santos | 48"06     | Jonathan Kulow | 48"38     | Non assegnata | Non assegnata |
| 200 m                | Coby Carrozza | 1'47"37   | Jorge Iga | 1'47"56   | Murilo Sartori | 1'47"95       |
| 400 m                | Guilherme Costa | 3'46"79   | Alfonso Mestre | 3'47"62   | James Plage | 3'50"74       |
| 800 m                | Guilherme Costa | 7'53"01   | Alfonso Mestre | 7'54"46   | Will Gallant | 7'58"96       |
| 1500 m               | Guilherme Costa | 15'09"29  | Will Gallant | 15'12"94  | Alfonso Mestre | 15'19"60      |
| Dorso                | |           | |           | |               |
| 100 m                | Adam Chaney | 54"20     | Ulises Saravia | 54"23     | Blake Tierney | 54"25         |
| 200 m                | Jack Aikins | 1'56"58   | Ian Grum | 1'57"19   | Hugh McNeill | 1'59"96       |
| Rana                 | |           | |           | |               |
| 100 m                | Jacob Foster | 59"99     | Noah Nichols | 1'00"43   | Miguel de Lara | 1'00"90       |
| 200 m                | Jacob Foster | 2'10"71   | Brayden Traivassalo | 2'10"89   | Andrés Bustamante | 2'11"99       |
| Delfino              | |           | |           | |               |
| 100 m                | Lukas Miller | 51"98     | Vinicius Lanza | 52"52     | Arsenio Bustos | 52"60         |
| 200 m                | Mason Laur | 1'56"44   | Leonardo de Deus | 1'57"25   | Noah Nichols | 1'57"53       |
| Misti                | |           | |           | |               |
| 200 m                | Finlay Knox | 1'57"84   | Arsenio Bustos | 1'59"89   | Leonardo Coelho | 2'00"58       |
| 400 m                | Jay Litherland | 4'15"44   | Collyn Gagne | 4'17"05   | Brandonn Almeida | 4'18"74       |
| Staffette            | |           | |           | |               |
| 4x100 m stile libero | Brasile Guilherme Santos (48"41) Marcelo Chierighini (48"00) Victor Alcará (48"34) Felipe Ribeiro de Souza (48"76) Breno Correia                                         | 3'13"51   | Stati Uniti Jonathan Kulow (48"45) Adam Chaney (48"17) Jack Aikins (48"45) Brooks Curry (49"00) Coby Carrozza Lukas Miller                                                    | 3'14"22   | Canada Javier Acevedo (48"75) Édouard Fullum-Huot (49"31) Stephen Calkins (49"29) Finlay Knox (48"48) Jeremy Bagshaw Blake Tierney                                    | 3'15"83       |
| 4x200 m stile libero | Brasile Murilo Sartori (1'47"52) Breno Correia (1'47"60) Fernando Scheffer (1'45"90) Guilherme Costa (1'46"51) Luiz Altamir Melo Leonardo Coelho Felipe Ribeiro de Souza | 7'07"53   | Stati Uniti Zane Grothe (1'47"98) Coby Carrozza (1'47"63) Brooks Curry (1'46"78) Jack Dahlgren (1'45"67) James Plage Mason Laur Lukas Miller Christopher O'Connor             | 7'08"06   | Canada Jeremy Bagshaw (1'49"89) Finlay Knox (1'47"72) Alex Axon (1'48"90) Javier Acevedo (1'48"25) Yu Tong Wu Blake Tierney Raben Dommann                             | 7'14"76       |
| 4x100 m misti        | Stati Uniti Jack Aikins (54"00) Jacob Foster (1'00"61) Lukas Miller (51"36) Jonathan Kulow (47"32) Christopher O'Connor Noah Nichols Jack Dahlgren Coby Carrozza         | 3'33"29   | Brasile Guilherme Basseto (54"70) João Gomes Júnior (1'00"45) Vinicius Lanza (53"03) Guilherme Santos (46"94) Gabriel Fantoni Raphael Windmuller Victor Baganha Victor Alcará | 3'35"12   | Canada Blake Tierney (54"57) Gabe Mastromatteo (1'00"20) Finlay Knox (52"96) Javier Acevedo (47"99) Raben Dommann Brayden Taivassalo Keir Ogilvie Édouard Fullum-Huot | 3'35"72       |
| Fondo                | |           | |           | |               |
| 10 km                | Brennan Gravley | 1h50'23"4 | Franco Cassini | 1h50'23"6 | Paulo Strehlke | 1h50'23"8     |

### Donne
| Evento               | Oro | Tempo    | Argento | Tempo         | Bronzo | Tempo    |
| Stile libero         | |          | |               | |          |
| 50 m                 | Margaret MacNeil | 24"84    | Non assegnata | Non assegnata | Catie DeLoof | 24"88    |
| 50 m                 | Gabi Albiero | 24"84    | Non assegnata | Non assegnata | Catie DeLoof | 24"88    |
| 100 m                | Margaret MacNeil | 53"64    | Stephanie Balduccini | 54"13         | Catie DeLoof | 54"50    |
| 200 m                | Mary-Sophie Harvey | 1'58"08  | Maria Fernanda Costa | 1'58"12       | Camille Spink | 1'58"61  |
| 400 m                | Paige Madden | 4'06"45  | Maria Fernanda Costa | 4'06"68       | Gabrielle Roncatto | 4'06"88  |
| 800 m                | Paige Madden | 8'27"99  | Rachel Stege | 8'28"50       | Viviane Jungblut | 8'33"55  |
| 1500 m               | Rachel Stege | 16'13"59 | Kristel Köbrich | 16'14"59      | Viviane Jungblut | 16'19"89 |
| Dorso                | |          | |               | |          |
| 100 m                | Josephine Fuller | 59"67    | Kennedy Noble | 59"84         | Danielle Hanus | 1'01"49  |
| 200 m                | Kennedy Noble | 2'08"03  | Reilly Tiltmann | 2'12"79       | Alexia Assunção | 2'13"31  |
| Rana                 | |          | |               | |          |
| 100 m                | Rachel Nicol | 1'07"28  | Sophie Angus | 1'07"55       | Macarena Ceballos | 107"68   |
| 200 m                | Sydney Pickrem | 2'23"39  | Kelsey Wog | 2'23"49       | Gabrielle Assis | 225"52   |
| Delfino              | |          | |               | |          |
| 100 m                | Margaret MacNeil | 56"94    | Kelly Pash | 57"85         | Olivia Bray | 58"36    |
| 200 m                | Dakota Luther | 2'09"97  | María José Mata | 2'10"25       | Kelly Pash | 2'10"30  |
| Misti                | |          | |               | |          |
| 200 m                | Sydney Pickrem | 2'09"04  | Mary-Sophie Harvey | 2'11"92       | Kennedy Noble | 2'14"19  |
| 400 m                | Julie Brousseau | 4'43"76  | Lucerne Bell | 4'44"27       | Gabrielle Roncatto | 4'44"92  |
| Staffette            | |          | |               | |          |
| 4x100 m stile libero | Canada Mary-Sophie Harvey (54"69) Brooklyn Douthwright (54"99) Margaret MacNeil (53"14) Katerine Savard (54"93) Julie Brousseau Emma O'Croinin                              | 3'37"75  | Stati Uniti Gabi Albiero (55"02) Catie DeLoof (54"19) Kayla Wilson (54"85) Amy Fulmer (54"36) Camille Spink Olivia Bray Reilly Tiltmann                                                                | 3'38"42       | Brasile Ana Carolina Vieira (54"67) Stephanie Balduccini (54"08) Giovanna Diamante (55"39) Celine Bispo (55"80) Lorrane Ferreira                                               | 3'39"94  |
| 4x200 m stile libero | Stati Uniti Camille Spink (1'59"38) Kayla Wilson (1'58"76) Kelly Pash (1'58"62) Paige Madden (1'58"50) Amy Fulmer Rachel Stege Olivia Bray                                  | 7'55"26  | Brasile Maria Fernanda Costa (1'58"39) Nathalia Almeida (1'59"65) Stephanie Balduccini (1'58"40) Gabrielle Roncatto (1'59"41) Maria Paula Heitmann Giovanna Diamante Celine Bispo Maria Luíza Pessanha | 7'55"85       | Canada Mary-Sophie Harvey (1'59"40) Julie Brousseau (1'58"54) Brooklyn Doutwright (1'59"16) Katerine Savard (1'59"88) Emma O'Croinin Sydney Pickrem                            | 7'56"98  |
| 4x100 m misti        | Canada Danielle Hanus (1'00"97) Rachel Nicol (1'07"14) Margaret MacNeil (56"83) Mary-Sophie Harvey (53"82) Madelyn Gatrall Sophie Angus Katerine Savard Brooklyn Doutwright | 3'58"76  | Stati Uniti Josephine Fuller (1'00"47) Emma Weber (1'07"39) Kelly Pash (57"62) Catie DeLoof (53"91) Reilly Tiltmann Anna Keating Olivia Bray Gabi Albiero                                              | 3'59"39       | Messico Miranda Grana (1'01"86) Melissa Rodríguez (1'07"44) María José Mata (59"40) Sofia Revilak (56"03) Andrea Sansores María Fernanda Jiménez Miriam Guevara Athena Meneses | 4'04"73  |
| Fondo                | |          | |               | |          |
| 10 km                | Ashley Twichell | 1h56'16" | Ana Marcela Cunha | 1h57'29"      | Viviane Jungblut | 1h57'51" |

### Miste
| Evento               | Oro | Tempo   | Argento | Tempo   | Bronzo | Tempo   |
| Stile libero         | |         | |         | |         |
| 4x100 m stile libero | Brasile Guilherme Santos (48"26) Marcelo Chierighini (47"59) Ana Carolina Vieira (54"50) Stephanie Balduccini (53"43) Felipe Ribeiro de Souza Victor Alcará Lorrane Ferreira Nathalia Almeida | 3'23"78 | Stati Uniti Brooks Curry (48"43) Jonathan Kulow (47"44) Catie DeLoof (54"01) Amy Fulmer (54"33) Jack Dahlgren Gabi Albiero Paige Madden                                        | 3'24"21 | Canada Finlay Knox (49"80) Javier Acevedo (48"02) Margaret MacNeil (53"47) Mary-Sophie Harvey (53"94) Stephen Calkins Édouard Fullum-Huot Brooklyn Doutwright Katerine Savard | 3'25"23 |
| 4x100 m mista        | Stati Uniti Kennedy Noble (59"72) Jacob Foster (60"09) Kelly Pash (57"51) Jonathan Kulow (47"39) Jack Aikins Arsenio Bustos Olivia Bray Kayla Wilson                                          | 3'44"71 | Canada Javier Acevedo (54"45) Gabe Mastromatteo (60"78) Margaret MacNeil (56"67) Mary-Sophie Harvey (54"30) Blake Tierney James Dergousoff Katerine Savard Brooklyn Doutwright | 3'46"20 | Brasile Guilherme Basseto (55"67) João Gomes Júnior (60"47) Clarissa Rodrigues Stephanie Balduccini Gabriel Fantoni Jhennifer Conceição Victor Baganha Giovanna Diamante      | 3'49"24 |

Legenda'

 = Record dei Giochi panamericani;  = Record americano;  = Record sudamericano;  = Record nazionale"